# السيميائيات الاجتماعية
السيميائيات الاجتماعية، علم السيميائيات الاجتماعي (علم  الدلالات الاجتماعية) هو فرع من مجال علم السيميائيات الذي يبحث في الممارسات الدالة على الإنسان في ظروف اجتماعية وثقافية محددة، والذي يحاول تفسير صنع المعنى كممارسة اجتماعية. السيميائيات، كما عرفها في الأصل فردينانددي سوسور، هي «علم حياة العلامات في المجتمع». تتوسع السيميائيات الاجتماعية في رؤى سوسور التأسيسية من خلال استكشاف الآثار المترتبة على حقيقة أن «رموز» اللغة والتواصل تتشكل من خلال العمليات الاجتماعية. المعنى الحاسم هنا هو أن المعاني والأنظمة السيميائية تتشكل من خلال علاقات القوة، وأنه مع تحول القوة في المجتمع، يمكن أن تتغير لغاتنا وأنظمة المعاني المقبولة اجتماعيًا.

## نظرة عامة
السيميائيات الاجتماعية هي دراسة كيف يصمم الناس المعاني ويفسروها (المعروفة باسم سيميوزيس) في تشكيل الأفراد والمجتمعات. تركز السيميائيات الاجتماعية على ممارسات صنع المعنى الاجتماعي من جميع الأنواع، سواء كانت بصرية أو لفظية أوسمعية في الطبيعة (تيبولت، 1991). تُعرف هذه الأنظمة المختلفة لصنع المعنى، أو «القنوات» المحتملة (مثل الكلام والكتابة والصور) باسم الأنماط السيميوسية (أو السجلات السيميوسية). يمكن أن تتضمن الأنماط السيميائية موارد بصرية ولفظية ومكتوبة وإيمائية وموسيقية للتواصل. وهي تشمل أيضا مجموعات متنوعة «متعددة الوسائط» لأي من هذه الوسائط (كريس وفان ليوين 2001).
يمكن أن تشمل السيميائيات الاجتماعية دراسة كيفية تصميم الناس وتفسير المعاني، ودراسة النصوص، ودراسة كيفية تشكيل الأنظمة السيميائية من خلال المصالح والأيديولوجيات الاجتماعية، وكيف يتم تكييفها مع تغير المجتمع (هودج وكريس، 1988). ركز علم السيميائيات البنيوي في تقليد فرديناند دي سوسور في المقام الأول على تنظير الأنظمة أو الهياكل السيميولوجية (التي يطلق عليها دي سوسور، والتي تتغير بشكل شرقي، أي على مدى فترات زمنية أطول). في المقابل، تحاول السيميائيات الاجتماعية تفسير تباين الممارسات السيميائية التي وصفها سوسور بالإفراج المشروط. يوضح هذا التركيز المعدل كيف يمكن للإبداع الفردي والظروف التاريخية المتغيرة والهويات والمشاريع الاجتماعية الجديدة تغيير أنماط الاستخدام والتصميم (هودج وكريس، 1988). من منظور سيميائي اجتماعي، بدلاً من تثبيته في رموز لا تتغير، تعتبر العلامات موارد يستخدمها الناس ويكيفونها أو التصميم لصنع المعنى. في هذه النواحي، تأثرت السيميائيات الاجتماعية بالعديد من الانشغالات البراغماتية (تشارلز دبليو موريس) وعلم اللغة الاجتماعية، ولها الكثير من القواسم المشتركة مع الدراسات الثقافية وتحليل الخطاب النقدي. تتمثل المهمة الرئيسية للسيميائيات الاجتماعية في تطوير أطر تحليلية ونظرية يمكن أن تفسر صنع المعنى في سياق اجتماعي (تيبو،1991).

## هاليداي والسيميائية الاجتماعية في اللغة
قدم المنظر اللغوي، مايكل هاليداي، مصطلح «السيميولوجيا الاجتماعية» في علم اللغة، عندما استخدم العبارة في عنوان كتابه، اللغة باعتبارها سيميائية اجتماعية. يجادل هذاالعمل ضد الفصل التقليدي بين اللغة والمجتمع، ويمثل بداية النهج «السيميائي»، الذي يوسع التركيز الضيق على اللغة المكتوبة في علماللغة (1978). بالنسبة إلى هاليداي، تتطور اللغات كنظم «إمكانية المعنى» (هاليداي1978: 39) أو كمجموعات من الموارد التي تؤثر على مايمكن للمتحدث أن يفعله مع اللغة، في سياق اجتماعي معين. على سبيل المثال، بالنسبة إلى هاليداي، فإن قواعد اللغة الإنجليزية هي نظام منظم للأغراض الثلاثة التالية (المناطق أو «الوظائف الوصفية»):
- تسهيل أنواع معينة من التفاعلات الاجتماعية والشخصية (بين الأشخاص).
- تمثيل أفكار حول العالم (فكري)، وربط هذه الأفكار والتفاعلات بنصوص ذات مغزى وجعلها ملائمة لسياقها (نصي) (1978: 112).
- تتكون أي جملة في اللغة الإنجليزية مثل التأليف الموسيقي، حيث يأتي خيط واحد من معناها من كل من المجالات السيميائية الثلاث أوالدوال الوصفية. يعمم بوب هودج مقالات هاليداي حول السيميائية الاجتماعية في خمس فرضيات:[2]

1.اللغة حقيقة اجتماعية (1978: 1)
2. لن نفهم طبيعة اللغة إذا تابعنا فقط أنواع الأسئلة حول اللغة التي صاغها اللغويون،(1978: 3)
3.اللغة كما هي بسبب الوظائف التي تطورت لتخدم في حياة الناس، (1978: 4).
4. للغة «وظائف وصفية»، وهي في اللغة الإنجليزية: فكرية (عن شيء ما)، وشخصية (القيام بشيء ما) ونصية (إمكانية تكوين النص للمتحدث)، (1978: 112).
5. تتكون اللغة على أنها «شبكة منفصلة من الخيارات».

## السیمیائیة الاجتماعیة واللغویات النقدیة
روبرت ھودج وغونتر كریس الصورة السیمیائیة الاجتماعیة تركز (1988) حول استخدامات أنظمة سیمیائیة في الممارسة الاجتماعیة. یشرحون أن القوة الاجتماعیة للنصوص في المجتمع تعتمد على التفسیر: «یعتمد كل منتج لرسالة ما على متلقیھا حتى تعمل على النحو المراد تضع النصوص الفردیة ضمن الخطابات، وتبادل المجتمعات التفسیریة. یمكن (semiosisالمنشود». (1988: 4) عملیة التفسیر ھذه (لجعل التفسیر أن ینافس قوة الخطابات المھیمنة. یقدم ھودج وكریس مثالاً على قیام الناشطات النسویات بتشویه لوحة إعلانیة متحیزة جنسیاً، ورشھا برسالة نسویة جدیدة.
«النص لیس سوى أثر للخطابات، مجمدة ومحفوظة، موثوقة أو مضللة إلى حد ما. ومع ذلك، یختفي الخطاب بسرعة كبیرة، محاطا بتدفق النصوص.» (1988: 8)
ھودج وكریس مبنیة على مجموعة من التقالید من اللسانیات (بما في ذلك نعوم تشومسكي، مایكل ھالیداي، بنیامین لي روف وعلم اللغخ الاجتماعي)، ولكن الدافع الرئیسي لعملھم ھو منظور نقدي على أیدیولوجیة والمجتمع الذي ینشأ مع ماركس یبني ھودج وكریس مفھوم السمیوزیس كعملیة دینامیكیة، حیث لا یتم تحدید المعنى من خلال الھیاكل الجامدة، أو الرموز الثقافیة المحددة مسبقًا. یجادلون بأن السیمیائیة البنیویة «لفردیناند دي سوسور» تجنبت معالجة أسئلة حول الإبداع والحركة والتغییر في اللغة، ربما كرد فعل على التقالید اللغویة غیر التاریخیة في عصره (التركیز على التطور التاریخي من الھندو أوروبیة). خلق ھذا إرثًا «إشكالیًا»، مع تغییر لغوي ھبط إلى «محتویات صندوق قمامة سوسور» (1988: 16-17).
المعنى ھو عملیة.charles Sanders Peirce من خلال عمل" semiosis بدلاً من ذلك، یقترح ھودج وكریس تفسیر التغییر في تفسیرھم لبیرس. إنھم یشیرون إلى نموذج بیرس الثلاثي للنصوص، والذي یصور "فعل" الإشارة على أنه عملیة لا حدود لھا من سیمیوزیس لانھائیة، حیث یولد "مفسر" (أو فكرة مرتبطة بعلامة) أخرى. إن تدفق عملیات التفسیر اللانھائیة ھذه مقید في نموذج بیرس، كما یزعمون، بالعالم المادي ("الشيء")، والقواعد الثقافیة للفكر، أو "العادة". (1988: 20).
تعید السیمیائیة الاجتماعیة النظر في عقیدة دي سوسور عن «تعسف العلامة اللغویة». تستند ھذه الفكرة إلى الحجة القائلة بأن الدال لیس له سوى علاقة تعسفیة بالمدلول) - بعبارة أخرى، أنه لا یوجد شيء بخصوص صوت أو مظھر الدالات (اللفظیة) (مثل، على سبیل لاقتراح ما تدل علیه. یشیر ھودج وكریس إلى أن أسئلة المرجع تصبح أكثر تعقیدًا عندما تتجاوز - («chien المثال، كلمة» كلب«أو» السیمیائیة اللغة اللفظیة. من ناحیة، ھناك حاجة لحساب استمراریة العلاقات بین المرجع والتمثیل. ھنا، یعتمدون على تمایز بیرس بین الدلالة الأیقونیة) على سبیل المثال، صورة ملونة للدخان، حیث یعید الدال تكوین التجربة الإدراكیة للدلالة)، والدلالة الدلالیة (مثل عمود الدخان، حیث توجد علاقة سببیة بین الدال المادي والنار التي قد تدل علیھا)، والدلالة الرمزیة (مثل كلمة «دخان»، حیث یتم الحفاظ على الارتباط التعسفي بین الدال والمدلول من خلال العرف الاجتماعي).
تتناول السیمیائیة الاجتماعیة أیضا مسألة كیفیة الحفاظ على المجتمعات والثقافات أو تحویل ھذه الروابط التقلیدیة بین الدال والمدلول. زعم ھودج وكریس أن دي سوسور لم یكن مستعدًا للإجابة على ھذا السؤال. وھذا یترك المعنى الضمني الاجتماعي الحتمي بأن المعاني والتفسیرات تملیھا من فوق، من خلال «نزوات كائن جماعي قوي بشكل غامض، المجتمع». بالنسبة إلى ھودج وكریس، یجب أن تجیب السیمیائیة الاجتماعیة على السؤال وتشرح كیف یعمل التشكیل الاجتماعي للمعاني عملیًا (1988: 22).

## السيميائية الاجتماعية والوسائط المتعددة
تعمل السيميائية الاجتماعية حاليًا على توسيع هذا الإطار العام إلى ما وراء أصولها اللغوية لتأخذ في الاعتبار الأهمية المتزايدة للصورالصوتية والمرئية، وكيف يتم الجمع بين طرق الاتصال في كل من الوسائط التقليدية والرقمية (سيميائية الشبكات الاجتماعية) (انظر، على سبيل المثال، Kress and van Leeuwen، 1996)، وبالتالي تقترب من سيميائية الثقافة (راندفير 2004). المنظرون مثل Gunther Kress و Theo van leeuwen لقد بنيت على إطار هاليداي من خلال توفير «قواعد نحوية» جديدة لأنماط سيميائية أخرى. مثل اللغة، يُنظر إلى هذه القواعد النحوية على أنها مجموعات متشكلة اجتماعياً من «الموارد» المتاحة لصنع المعنى، والتي تتشكل أيضًا من خلال الدوال السيميائية التي حددها هاليداي في الأصل. حظي الوضعان البصري والسمعي باهتمام خاص. تعتبر محاسبة الوسائط المتعددة (الاتصال في وعبر مجموعة من الأنماط السيميائية - اللفظية والمرئية والسمعية) مشروعًا مستمرًا مهمًا بشكل خاص، نظرًا لأهمية الوضع المرئي في الاتصال المعاصر.
في مجال التصميم الجرافيكي، يمكن اعتبار وجهة النظر متعددة الوسائط والسيميائية الاجتماعية بمثابة توضيح يربط قدراتنا الحسية معًا، مما يفتح فرصًا جديدة لتفاعل بصري أعمق. باستخدام عملية التصميم هذه، يقوم مصممو الرسوم بإنشاء محتوى يساعد على الارتجال في فعل التواصل المرئي الهادف بين منشئي المحتوى وجماهيرهم.